# PUBG: Battlegrounds
PUBG: Battlegrounds (dříve známé jako PlayerUnknown's Battlegrounds) je online multiplayerová battle royale hra vyvinutá a distribuovaná dceřinou společností firmy Krafton – PUBG Corporation. Je založena na modech hry ArmA 2, které byly vyvinuty Brendanem "PlayerUnknown" Greenem. Jako inspiraci používaly film z roku 2000 Battle Royale, který vznikl na základě románu Battle Royale vydaného v roce 1999. Do samostatné hry se tyto módy rozšířily pod vedením Greena. Na začátku hry je až 100 hráčů, kteří pomocí padáku dopadnou na ostrov bez jakéhokoliv vybavení. Musí jej prohledat, najít zbraně, další výbavu a zabít všechny ostatní hráče, aniž by sami zemřeli. Herní mapa se postupně zmenšuje, aby se hráči dostali do vzájemné konfrontace a nezůstávali na stejném místě. Poslední žijící hráč či tým vyhrává.
Hra byla vydána pro Microsoft Windows na herní platformě Steam v režimu předběžného přístupu v březnu 2017. Za 6 měsíců od uvedení se prodalo více než deset milionů kopií a PUBG nově[ujasnit] drží také rekord v počtu hráčů online na Steamu – v lednu 2018 byla překročena hranice 3,25 milionů hráčů v jeden den, čímž byl překonán rekord hry Dota 2. Plná verze hry byla vydána 20. prosince 2017.

## Průběh hry
Battlegrounds je střílečka hráč proti hráči, ve které až 100 hráčů bojuje v bitevním poli do posledního přeživšího. Do samostatného zápasu je možno vstoupit sám (solo), s parťákem (duo), nebo v malé skupině 4 hráčů (squad). Poslední živý hráč nebo tým vyhraje bitvu.
Každý zápas začíná na zahřívacím ostrově jedné z pěti map, kdy mají hráči čas připojit se k utkání. Následuje let letadlem v určité dráze, která je náhodná a každým kolem se mění. Poté si hráči vyskočí z letadla a dopadnou na místo na mapě pomocí padáku. Hráči začínají bez jakéhokoliv vybavením, mají na sobě pouze oblečení, které žádným způsobem neovlivňuje průběh hry, má vliv jen na vzhled hráčů. Jakmile hráči dopadnou, mohou začít prozkoumávat budovy, města, vojenské základny atp., za účelem nalezení zbraní, munice, vybavení (helmy, vesty a batohu), vybavení na zbraně (zaměřovače, rozšířené zásobníky, tlumič na zbraň) a lékárniček. Na různých místech jsou rozmístěna vozidla, která slouží k rychlé dopravě po mapě. Pokud zabijete jiného hráče, zůstane na místě jeho smrti "bedna," ze které si poté můžete vzít jeho veškeré vybavení.
Hra je ovlivňována tzv. "zónou". Ta má obvykle 8 fází, které se postupně zmenšují. Zóna je vždy na náhodném místě na mapě a hráč má vždy určitou dobu na to, aby se do ní dostal.

## Mapy
Mapy jsou hratelnou oblastí, kde hráči proti sobě bojují. V současné době je pět hratelných map a jedna tréninková. Na těchto mapách se objevuje červená zóna ve které je bombardování. V určitých intervalech nad mapou prolétává letadlo, které vyhodí bednu s vybavením.
Erangel
Vývoj Erangelu začal někdy okolo začátku roku 2016. V roce 2019, dostal Erangel vizuální aktualizaci, která měla opravit samotnou mapu a upravit její části, aby byla srovnatelná s ostatními mapami. Erangel je základní mapa hry. Tato mapa má rozměry 8×8 km. Jméno Erangel bylo inspirováno podle jména Eryn (dcera jednoho z vývojářů hry).
Miramar
Miramar je druhou hratelnou mapou hry. Mapa byla původně navržena jako 4×4 km, ale nakonec byla upravena na 8×8 km s pouštní tematikou.
Sanhok
Vývoj na této mapě začal v roce 2017. PUBG Corp. kvůli otestování této mapy vytvořila nový klient s názvem "PUBG: Experimental Server". Do samotné hry se mapa dostala 22. června 2018. Sanhok se stal třetí mapou hry. Tato má rozlohu 4×4 km s tematikou džungle. Do této mapy byl poprvé implementován tzv. dynamický kruh. Tento dynamický kruh vidí, kolik hráčů je stále na živu a podle toho se přizpůsobuje rychlost pohybu zóny.
Vikendi
Vývoj na mapě Vikendi začal v roce 2017. Mapa byla představena 10. června 2018 na konferenci Microsoft E3 2018. Do hry byla mapa Vikendi přidána 19. prosince 2018. Vikendi je čtvrtou hratelnou mapou. Mapa má rozlohu 6×6 km se sněžnou tematikou. Jednou z inspirací pro mapu Vikendi bylo slovinské prostředí.
Karakin
Karakin je pátou mapou hry. Mapa má velikost 2×2 km. Na rozdíl od všech map na této je maximální počet hráčů 64. Na této mapě bylo také poprvé přidáno zničitelné prostředí, které můžete ničit pomocí nově přidané lepkavé miny.
Camp Jackal
Vývoj na této mapě začal v roce 2017. Mapa byla odhalena 22. srpna 2018. Na rozdíl od jiných map tato mapa slouží pouze k vyzkoušení jednotlivých zbraní, granátů a ostatních aspektů hry. Zároveň na této mapě může být pouze 5–20 hráčů. Range je výcvikovou mapou. Mapa má rozlohu 2×2 km.

## esport
Hry se dostavilo velkého úspěchu, a tak byl uspořádán první velký LAN turnaj na Gamescomu v Kolíně nad Rýnem na konci srpna 2017, kde se představili nejlepší týmy a hráči světa spolu s dalšími kvalifikovanými. Hrálo se v módech solo ve třetí osobě, duo v první i třetí osobě, squad ve třetí osobě a mezi vítěze se pak rozdělilo 350 000 dolarů. Solo vyhrál hráč EVERMORE, squad vyhráli hráči Luminosity gaming, duo v třetí osobě získali yukiiie společně s THZ a duo v první osobě obsadili hráči SolidFPS a Chappie z týmu Cloud9. Kings of Sosnovka (hráči: Mazarin1K a SpajKK) byl jediný český tým, který se probojoval přes kvalifikaci až na 4. místo v modu duo v první osobě. PUBG dosáhlo ještě větší popularity a byl ohlášen první IEM major v PUBG, který se konal 18.–19. listopadu v americkém Oaklandu. Hrálo se pouze v první osobě ve 4členných týmech (squad). Přes kvalifikaci se nedostal žádný z českých zástupců a mezi hráče se rozdělilo 200 000 dolarů. První místo obsadili hráči z týmu Vitality. 24.–25. února se odehrál další major, tentokrát v esport proslulém městě Katowice.